# Dionda ipni
Dionda ipni és una espècie de peix cipriniforme de la família dels ciprínids que es troba a Mèxic.